# Maradi
Maradi ist die Hauptstadt der gleichnamigen Region Maradi in Niger. Sie ist mit rund 267.000 Einwohnern die drittgrößte Stadt des Landes nach Niamey und Zinder.

## Geographie

### Lage und Gliederung
Die Stadt befindet sich im Süden Nigers nahe der Staatsgrenze zu Nigeria. Die Nachbargemeinden sind Tibiri im Norden, Djiratawa im Osten, Safo im Süden und Sarkin Yamma im Westen.
Maradi ist eine Stadt (ville) beziehungsweise Gemeinde mit besonderem Status (commune à statut particulier), die aus drei Arrondissements besteht: Maradi I, Maradi II und Maradi III. Diese sind wiederum in insgesamt 26 Stadtviertel gegliedert.

### Klima
Klimatisch liegt Maradi am Übergang der Großlandschaft Sudan des Südens zur Sahelzone des Nordens.
|                       | Jan  | Feb  | Mär  | Apr  | Mai  | Jun  | Jul  | Aug  | Sep  | Okt  | Nov  | Dez  |   |      |
| Mittl. Tagesmax. (°C) | 33,7 | 35,7 | 39,0 | 42,0 | 40,5 | 38,8 | 35,3 | 32,0 | 35,1 | 38,2 | 37,0 | 33,8 | ⌀ | 36,8 |
| Mittl. Tagesmin. (°C) | 13,3 | 15,1 | 19,4 | 23,0 | 24,9 | 23,9 | 22,4 | 21,8 | 21,6 | 19,8 | 16,1 | 13,4 | ⌀ | 19,6 |
|                       |      |      |      |      |      |      |      |      |      |      |      |      |   |      |
| Niederschlag (mm)     | 0    | 0    | 0    | 7    | 24   | 73   | 162  | 210  | 88   | 10   | 0    | 0    | Σ | 574  |
|                       |      |      |      |      |      |      |      |      |      |      |      |      |   |      |
| Sonnenstunden (h/d)   | 9,1  | 9,3  | 8,4  | 8,6  | 9,5  | 9,1  | 8,3  | 8,2  | 8,5  | 9,1  | 9,3  | 8,7  | ⌀ | 8,8  |
|                       |      |      |      |      |      |      |      |      |      |      |      |      |   |      |
| Regentage (d)         | 0    | 0    | 0    | 0    | 2    | 6    | 9    | 11   | 5    | 0    | 0    | 0    | Σ | 33   |
|                       |      |      |      |      |      |      |      |      |      |      |      |      |   |      |
| Luftfeuchtigkeit (%)  | 21   | 18   | 17   | 23   | 40   | 53   | 66   | 75   | 67   | 43   | 27   | 23   | ⌀ | 39,5 |

| 13,3 |

| 15,1 |

| 19,4 |

| 23,0 |

| 24,9 |

| 23,9 |

| 22,4 |

| 21,8 |

| 21,6 |

| 19,8 |

| 16,1 |

| 13,4 |

| 13,3 |

| 15,1 |

| 19,4 |

| 23,0 |

| 24,9 |

| 23,9 |

| 22,4 |

| 21,8 |

| 21,6 |

| 19,8 |

| 16,1 |

| 13,4 |

### Natur
Maradi liegt am bedeutenden Fließgewässer Goulbi de Maradi, das in den westlichen Stadtvierteln regelmäßig zu Überschwemmungen führt. In der Stadt wurden folgenden Vogelarten beobachtet:
- Schikrasperber (Accipiter badius)
- Schwarzhalsreiher (Ardea melanocephala)
- Kuhreiher (Bubulcus ibis)
- Spornkuckuck (Centropus senegalensis)
- Abdimstorch (Ciconia abdimii)
- Elfennektarvogel (Cinnyris pulchellus)
- Häherkuckuck (Clamator glandarius)
- Kapkuckuck (Clamator levaillantii)
- Guineataube (Columba guinea)
- Senegalracke (Coracias abyssinicus)
- Gelbschnabelwürger (Corvinella corvina)
- Schwarzschwanz-Lärmvogel (Crinifer piscator)
- Weißbürzelgirlitz (Crithagra leucopygia)
- Palmensegler (Cypsiurus parvus)
- Perlzwergkauz (Glaucidium perlatum)
- Streifenliest (Halcyon chelicuti)
- Grünbrust-Nektarvogel (Hedydipna platura)
- Zwergadler (Hieraaetus pennatus)
- Senegalamarant (Lagonosticta senegala)
- Langschwanz-Glanzstar (Lamprotornis caudatus)
- Grünschwanz-Glanzstar (Lamprotornis chalybaeus)
- Gabarhabicht (Micronisus gabar)
- Schwarzmilan (Milvus m. migrans/parasitus/aegyptius)
- Maurensteinschmätzer (Oenanthe hispanica)
- Graukopfsperling (Passer griseus)
- Gartenrotschwanz (Phoenicurus phoenicurus)
- Sichler (Plegadis falcinellus)
- Dorfweber (Ploceus cucullatus)
- Senegal-Furchenschnabel (Pogonornis dubius)
- Piapia (Ptilostomus afer)
- Palmtaube (Spilopelia senegalensis)
- Dorngrasmücke (Sylvia communis)
- Savannentoko (Tockus erythrorhynchus)
- Schleiereule (Tyto alba)
- Wiedehopf (Upupa epops)
- Rotfuß-Atlaswitwe (Vidua chalybeata)[3]

Es wurden folgenden Schlangenarten gesichtet: Atractaspis micropholis, Sahara-Sandboa (Eryx muelleri), Östliche Rindennatter (Hemirhagerrhis nototaenia), Rhamphiophis oxyrhynchus und Telescopus tripolitanus.

## Geschichte

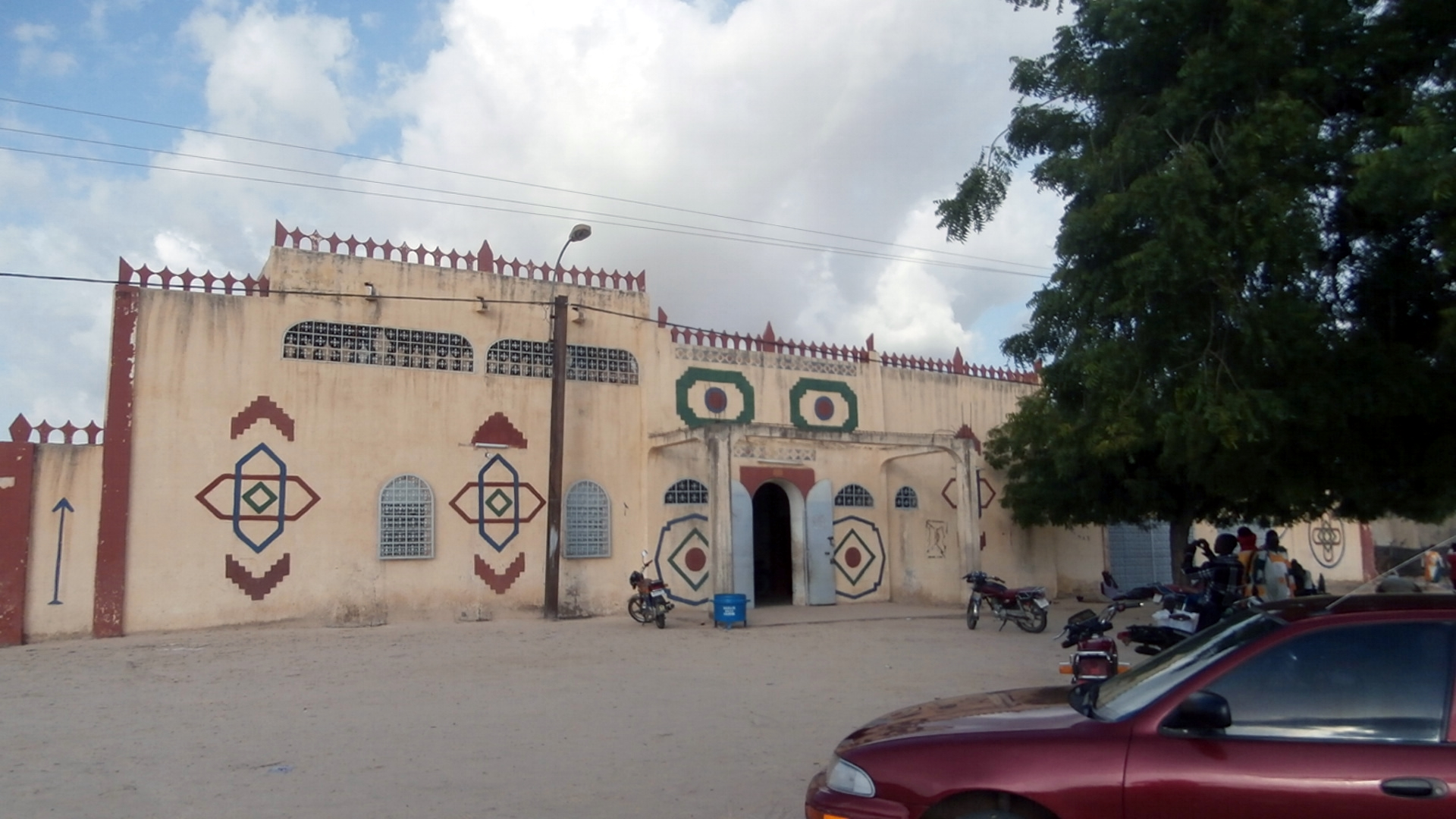
Sultanspalast von Katsina-Maradi (2013)

Maradi wurde um das Jahr 1790 von einem Traditionalisten namens Barki gegründet. Um 1820 siedelte sich eine weitere Gruppe traditionell Gläubiger aus Katsina im Ort an. Deren religiöser Anführer Gomki hatte am Hof des Herrschers von Katsina den Titel maradi getragen, der als Name der neuen Siedlung übernommen wurde. Als die Fulbe den Hausa-Staat Katsina 1812 endgültig erobert hatten, wurde Maradi zum Ziel von Flüchtlingen aus Katsina, musste sich aber zunächst auch der Herrschaft der Fulbe unterordnen. Im Jahr 1819 wurde der Fulbe-Statthalter in Maradi bei einer Revolte getötet. Den Fulbe misslang es in mehreren Schlachten die Kontrolle über den Ort wiederzuerlangen. In Maradi bildete sich in weiterer Folge ein von Katsina unabhängiger Staat heraus, der das Erbe der Hausa-Tradition Katsinas antrat.

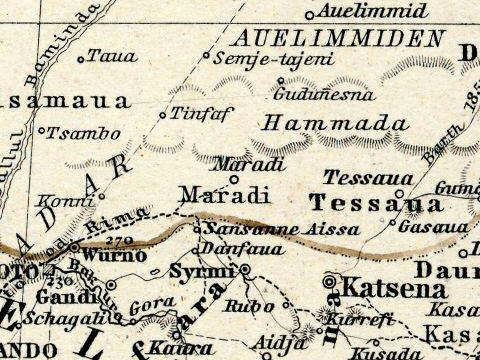
Maradi in Stielers Hand-Atlas (1891)

Doch 1835 verloren Maradi und seine Verbündeten gegen Katsina die entscheidende Schlacht von Dakourawa, heute ein Dorf im Gemeindegebiet von Ourno. Maradi musste sich Zamdam unterordnen, einem kleinen Vasallenstaat Katsinas. Die folgenden Jahrzehnte waren von zahlreichen erfolglosen Versuchen geprägt, die Oberherrschaft der Fulbe militärisch zu brechen. Doch während die Bedeutung Katsinas langsam sank, entwickelte sich Maradi bis etwa 1880 zu einem wichtigen Handelszentrum, das zahlreiche Zuwanderer anzog und eine Stadtbefestigung erhielt. Im Jahr 1893 verlor Moussignaoua, der damalige Sultan von Maradi, die Macht in der Stadt und gründete in Tessaoua ein zweites Sultanat, das sich ebenfalls in der Tradition des ehemaligen Hausa-Staats Katsina sah.
Hatte zunächst auf Grundlage des Anglo-Französischen Abkommens von 1890 die Linie Say–Barwa als Grenze zwischen der französischen und der britischen Einflusssphäre gegolten, wurden die Sultanate Maradi, Tessaoua und Zinder 1898 in einem Abkommen Frankreich zugesprochen. In den 1920er Jahren galt die durch Maradi führende und 1375 Kilometer lange Piste von Niamey nach N’Guigmi als einer der Hauptverkehrswege in der damaligen Kolonie. Sie war in der Trockenzeit bis Guidimouni und wieder ab Maïné-Soroa von Automobilen befahrbar. Gleichfalls bedeutend war die 244 Kilometer lange Piste von Maradi nach Kano. Im Jahr 1923 eröffneten die ersten europäischen Boutiquen in der Stadt und 1924 wurde die Telefonverbindung nach Madaoua und Tessaoua in Betrieb genommen. Die erste Ölmühle Nigers nahm 1943 in Maradi ihren Betrieb auf. Die Kolonialverwaltung löste 1944 das Sultanat Katsina-Maradi auf und stufte den Herrscher von Maradi zum Provinzchef herab.
Nach schweren Überschwemmungsschäden im Jahr 1945 wurde die traditionelle Stadt weitgehend abgerissen und in Planquadraten neu aufgebaut. 1955, ein Jahr nach Niamey und Zinder, wurde Maradi als dritter Ort Nigers zur eigenständigen Gemeinde erhoben. Das französische Übersee-Forschungsinstitut Office de la Recherche Scientifique et Technique Outre-Mer (ORSTOM) betrieb in Maradi eine geomagnetische Station, die zu einem Netzwerk von mehreren hundert ORSTOM-Stationen in Westafrika gehörte, an denen in den 1950er Jahren geomagnetische Messungen vorgenommen wurden.
Der Islam verdrängte im Lauf des 20. Jahrhunderts die traditionellen afrikanischen Religionen. Maradi entwickelte sich innerhalb Nigers zu einem Zentrum einer besonders strikten Auslegung. Im Jahr 2000 kam es in der Stadt im Vorfeld des Festival International de la Mode en Afrique, das religiösen Anführern als nicht vereinbar mit islamischen Werten erschien, zu schweren Unruhen, bei denen Bordelle, Hotels, Bars, Wettbüros und Kirchen zerstört wurden. Im Jahr 2002 erfolgte die Umwandlung Maradis zum Gemeindeverbund (communauté urbaine) aus drei Stadtgemeinden (communes urbaines). Bei der Flutkatastrophe in West- und Zentralafrika 2010 wurden 411 Einwohner der Stadtgemeinde Maradi II als Katastrophenopfer eingestuft. Der Gemeindeverbund wurde 2010 in eine Stadt (ville) beziehungsweise Gemeinde mit besonderem Status (commune à statut particulier) und die bisherigen Stadtgemeinden in Arrondissements umgewandelt. Im selben Jahr erhob die Regierung Nigers den traditionellen Herrscher von Maradi erneut zum Sultan.

## Bevölkerung

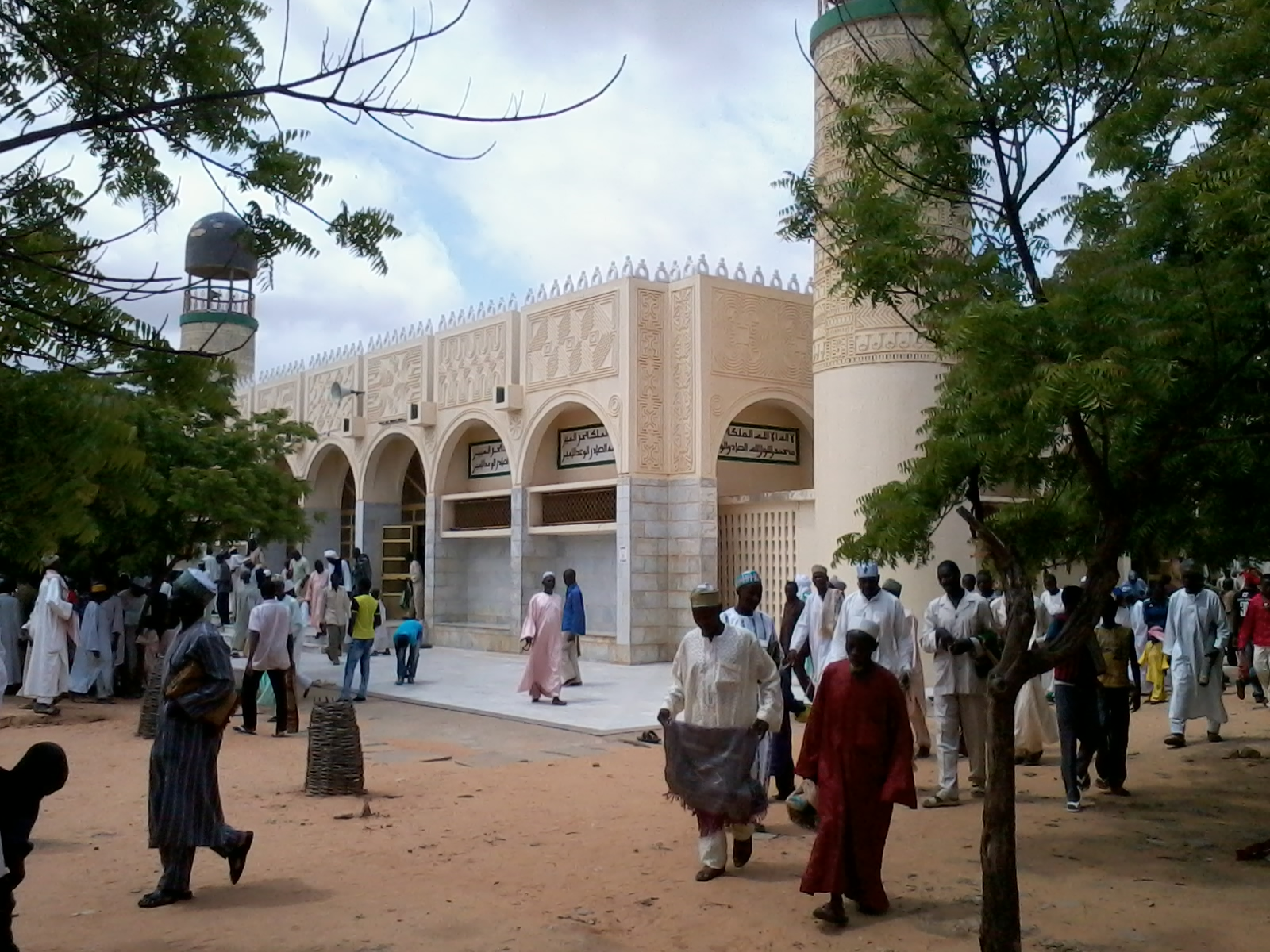
Menschen vor der Tchana-Moschee in Maradi (2013)

Bei der Volkszählung 2012 hatte Maradi 267.249 Einwohner, die in 37.270 Haushalten lebten.
Bevölkerungsentwicklung
Maradi wird überwiegend von Hausa bewohnt. Kleinere Anteile stellen Fulbe und Tuareg sowie Angehörige von Volksgruppen aus dem Nachbarland Nigeria wie der Yoruba und Igbo.

## Politik und Justiz

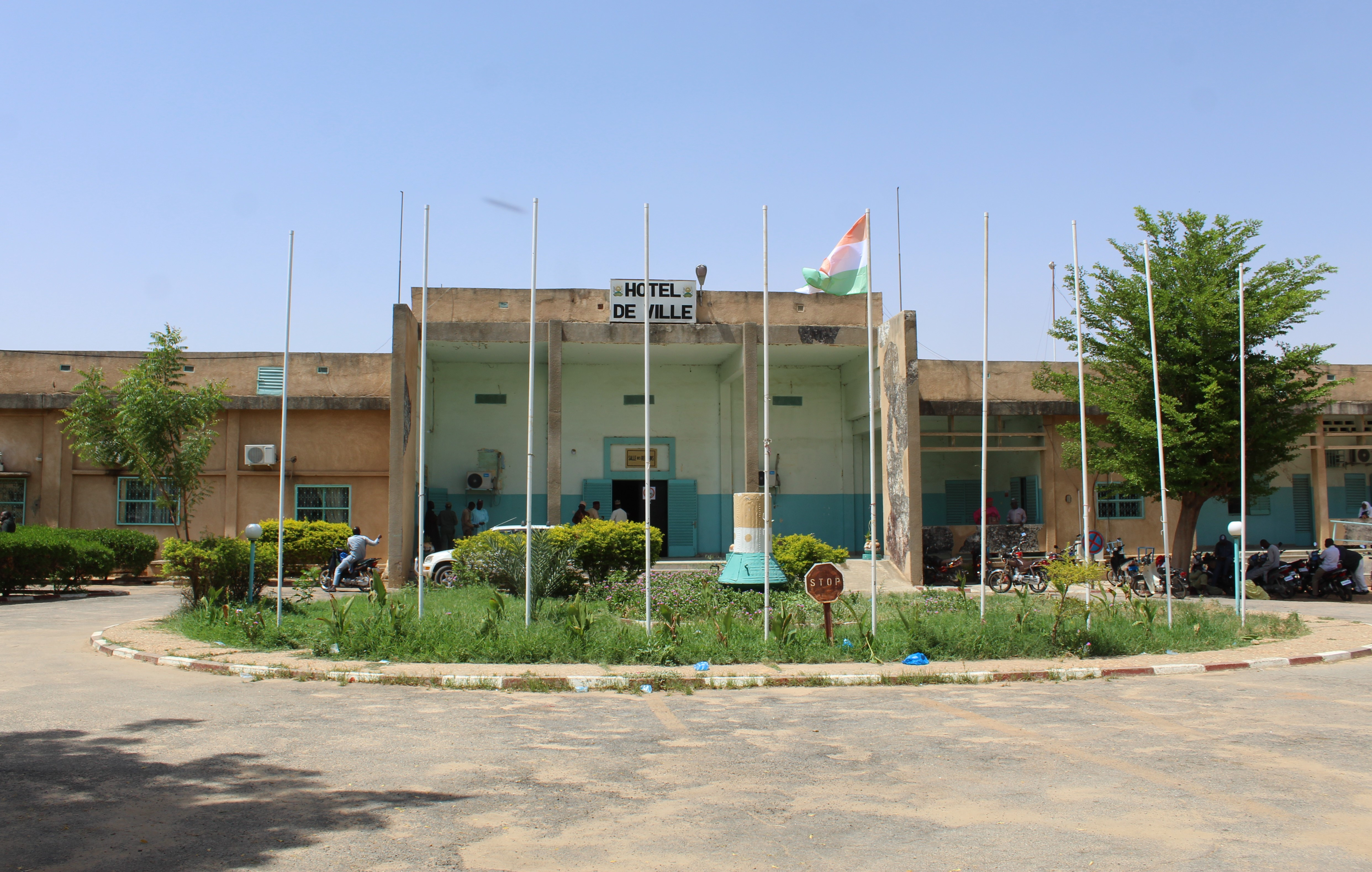
Rathaus von Maradi (2023)

Der Stadtrat (conseil de ville) hat 25 gewählte Mitglieder. Mit den Kommunalwahlen 2020 sind die Sitze im Stadtrat wie folgt verteilt: 8 CPR-Inganci, 7 PNDS-Tarayya, 4 MODEN-FA Lumana Africa, 2 MNSD-Nassara, 2 MPN-Kiishin Kassa, 1 ADEN-Karkara und 1 MDEN-Falala. Pacachatou Mourtala (CPR-Inganci) wurde 2021 zum Bürgermeister von Maradi gewählt.
Die Stadt ist der Sitz eines Tribunal de Grande Instance, eines der landesweit zehn Zivilgerichte der ersten Instanz. Die Haftanstalt Maradi hat eine Aufnahmekapazität von 350 Insassen.

## Kultur und Sehenswürdigkeiten
Die Stadt beherbergt mehrere Moscheen. In der Ortsmitte liegt eine bemerkenswerte Kleinstmoschee aus dem Jahr 1945. Sie ist Sultans-Moschee und in traditioneller Lehmbauweise errichtet. Die Gesamtanlage umfasst ein Areal von lediglich 22 Quadratmetern und weist ein Betraumgebäude mit untergliedertem Innenraum auf. Die kleinen Eckzinnen tragen Erosionsspuren und die Deckenhölzer sind durch Termiten geschädigt. Gegenüber dieser Moschee liegt die moderne Freitagsmoschee aus dem Jahr 1972. Das Dach mit vier Kuppeln ist an den zentralsudanischen Baustil angelehnt und wird von 4 × 6 Stützen getragen. Am Westrand der Stadt wurde 1982 mit der Tchana-Moschee eine noch größere Moschee gebaut, nach Plänen eines senegalesischen Architekten und im Rahmen der staatlich kontrollierten Société Nationale des Grands Travaux du Niger (SNGTN).
Die Stadt ist Sitz des römisch-katholischen Bistums Maradi.
Im Sultanspalast von Maradi-Katsina herrscht weiterhin das traditionelle Hofzeremoniell vor. Vor seinem Eingang versammeln sich Mitglieder des Hofstaates in bunten Gewändern. Das Cinéma Dan Kasawa ist eines der letzten Kinos Nigers mit aufrechtem Betrieb.
Eine lokale kulinarische Spezialität ist mit Erdnusspaste bestrichenes Kilishi.

## Wirtschaft und Infrastruktur

### Wirtschaft

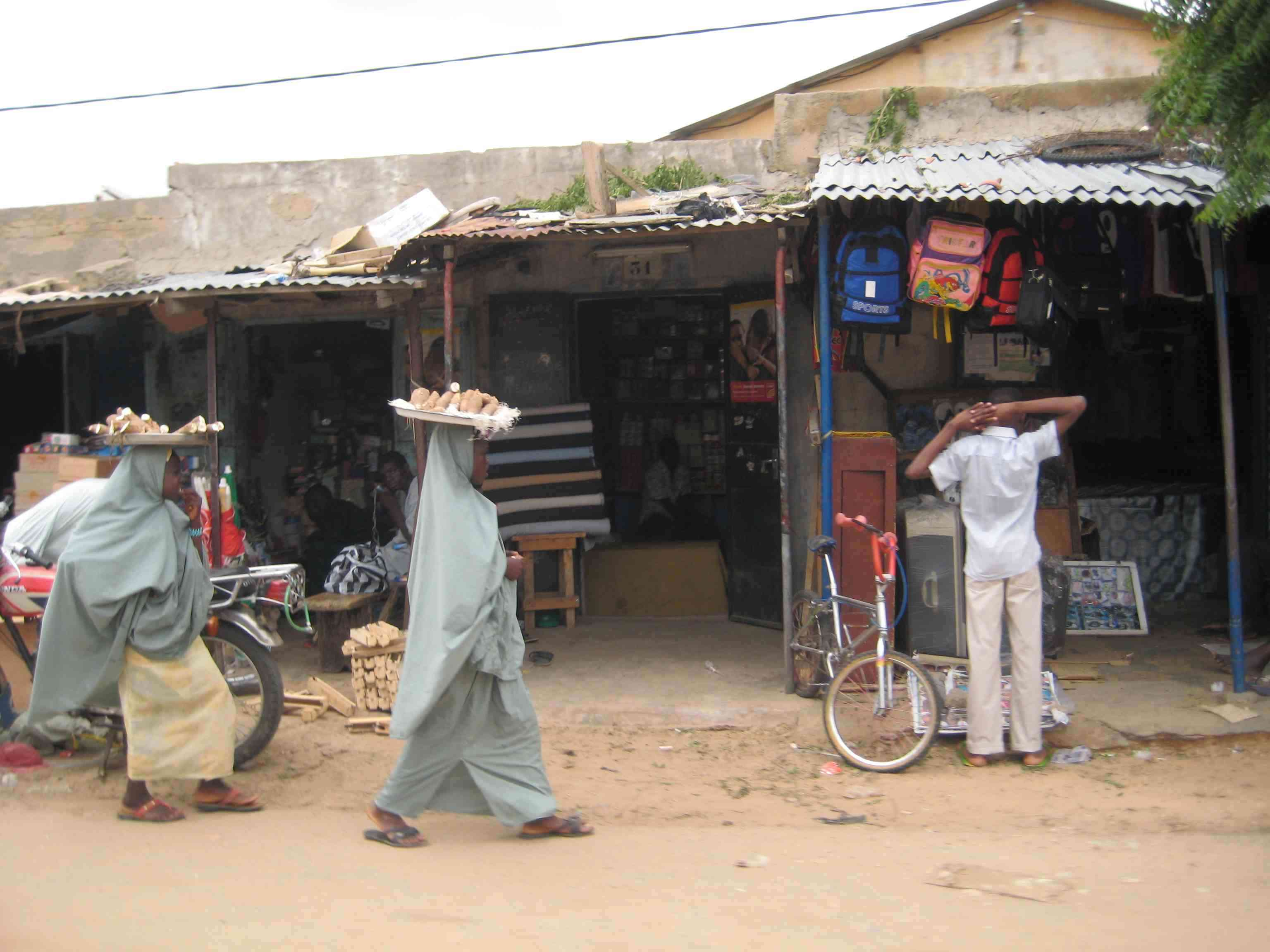
Ein Markt in Maradi (2007)

Maradi gilt neben der Hauptstadt Niamey als wirtschaftliches Zentrum Nigers. In den 1970er und 1980er Jahren war Maradi vor allem ein Umschlagplatz für Importe aus Lagos und Kano nach Niger. Später erlangte die Stadt große Bedeutung für den Transfer von Waren und Gütern aus dem Norden des Nachbarlandes Nigeria in andere Staaten. Anstatt den teuren und riskanten Weg von Nord-Nigeria nach Süd-Nigeria zu wählen, erfolgte der Transport durch Niger zu den Häfen von Cotonou und Lomé. Dies belebte die Handelswirtschaft in Maradi und verhalf dem nigrischen Staat zu hohen Zolleinnahmen.
Der Zentralmarkt von Maradi hat täglichen Betrieb. Die stärksten Geschäftstage sind Montag und Freitag. Der Viehmarkt am Stadtrand zieht vor allem Fulbe an. Hier ist der Markttag der Freitag. Der Centre Artisanal de Maradi ist ein Handwerkszentrum, das mit der Unterstützung Luxemburgs gegründet wurde und in dem unter anderem Lederwaren verkauft werden. Es gibt mehrere Bankfilialen in der Stadt.
Maradi ist das nigrische Zentrum der Erdnuss-Produktion. Erdnüsse wurden während der französischen Kolonialherrschaft eingeführt und dienten jahrzehntelang als wichtiges Exportgut. Aufgrund des Verfalls der Marktpreise ließ diese Bedeutung nach. Dennoch werden in Maradi nach wie vor Erdnüsse in großem Stil geröstet, zu Öl oder Seife verarbeitet. Im Gemeindegebiet befindet sich ein Nebenzentrum des Centre de Multiplication du Bétail (CMB), einer dem Landwirtschaftsministerium unterstehenden Einrichtung für die Vermehrung des Viehbestands in Niger. Es erstreckt sich über eine Fläche von 4000 Hektar und ist auf die Zucht der Roten Maradiziege spezialisiert, der im Süden der Regionen Maradi und Zinder mit Abstand meistverbreiteten Ziegenart.

### Gesundheit und Bildung

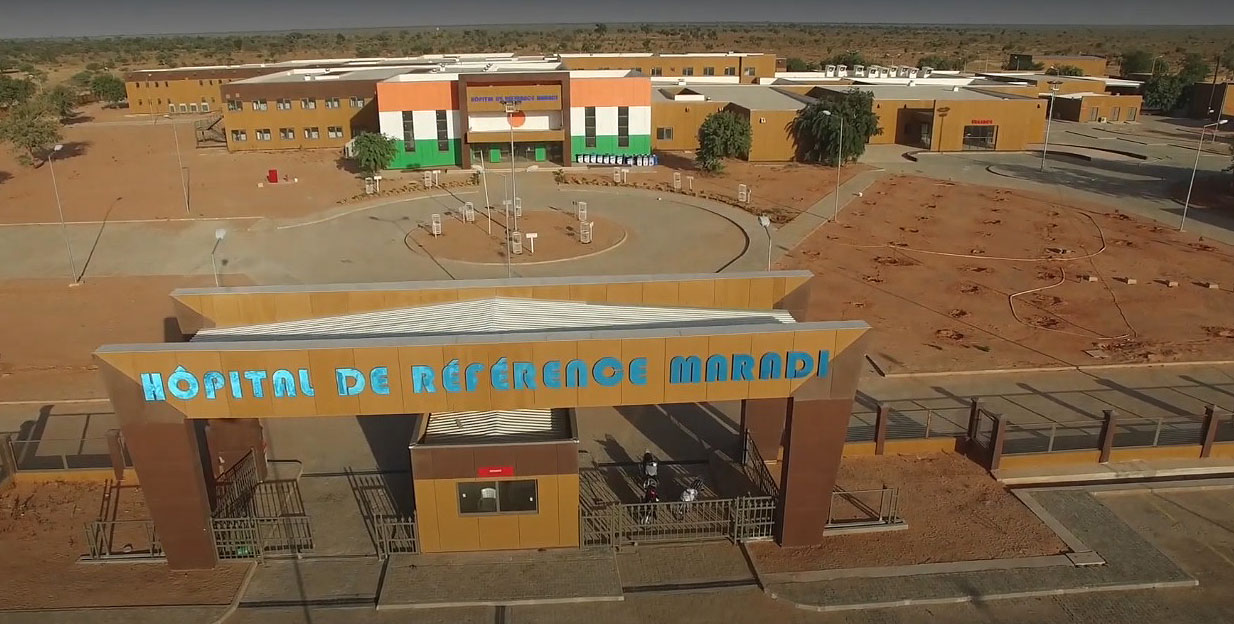
Referenzkrankenhaus Maradi (2020)

Die beiden großen Krankenhäuser in der Stadt sind das Referenzkrankenhaus Maradi, das 2021 seinen Betrieb aufnahm und eine Kapazität von 500 Betten aufweist, sowie das kleinere und ältere Regionalkrankenhaus Maradi. Im Gemeindegebiet sind zehn Gesundheitszentren des Typs Centre de Santé Intégré (CSI) vorhanden, davon neun mit eigenem Labor und einer Entbindungsstation. Außerdem gibt es ein Mutter-Kind-Gesundheitszentrum und ein Regionales Zentrum für Bluttransfusion. Beim Makkah-Krankenhaus für Augenheilkunde handelt es sich um ein Privatkrankenhaus. Acht in der Stadt ansässige Institutionen, darunter mehrere Bildungseinrichtungen, die Haftanstalt, die Streitkräfte und die Gendarmerie, verfügen jeweils über eine eigene Krankenstation. Ferner gibt es acht Kliniken, 32 Behandlungsräume, vier Arztpraxen und sieben Pflegeeinrichtungen.
Die staatliche Dan-Dicko-Dankoulodo-Universität Maradi wurde 2010 gegründet. In Maradi befindet sich eines der vier Regionalzentren des staatlichen agronomischen Forschungsinstituts Institut National de Recherches Agronomiques du Niger (INRAN). Die traditionsreiche berufsbildende Mittelschule Lycée Technique Dan Kassawa (LTDK) geht auf das Jahr 1955 zurück. Die Lehrerbildungsanstalt Ecole Normale d’Instituteurs Bawa Jan Gorzo besteht seit dem Jahr 1980. Der Centre de Formation Professionnelle et Technique de Maradi (CFPT Maradi) ist ein weiteres Berufsausbildungszentrum. Am Institut Pratique de Santé Publique (IPSP) werden Gesundheitshelfer ausgebildet. Die Ecole des Techniques Comptables, Commerciales et de communications (ETEC) bietet Lehrgänge in digitaler Buchhaltung, zu Bankangestellten, zu Handelsangestellten und im Zollwesen an. In jedem der drei Arrondissements gibt es jeweils ein Collège d’Enseignement Technique (CET), eine technische Fachschule. Im Jahr 2010 gab es in Maradi 90 Grundschulen, davon waren 25 Privatschulen.

### Verkehr

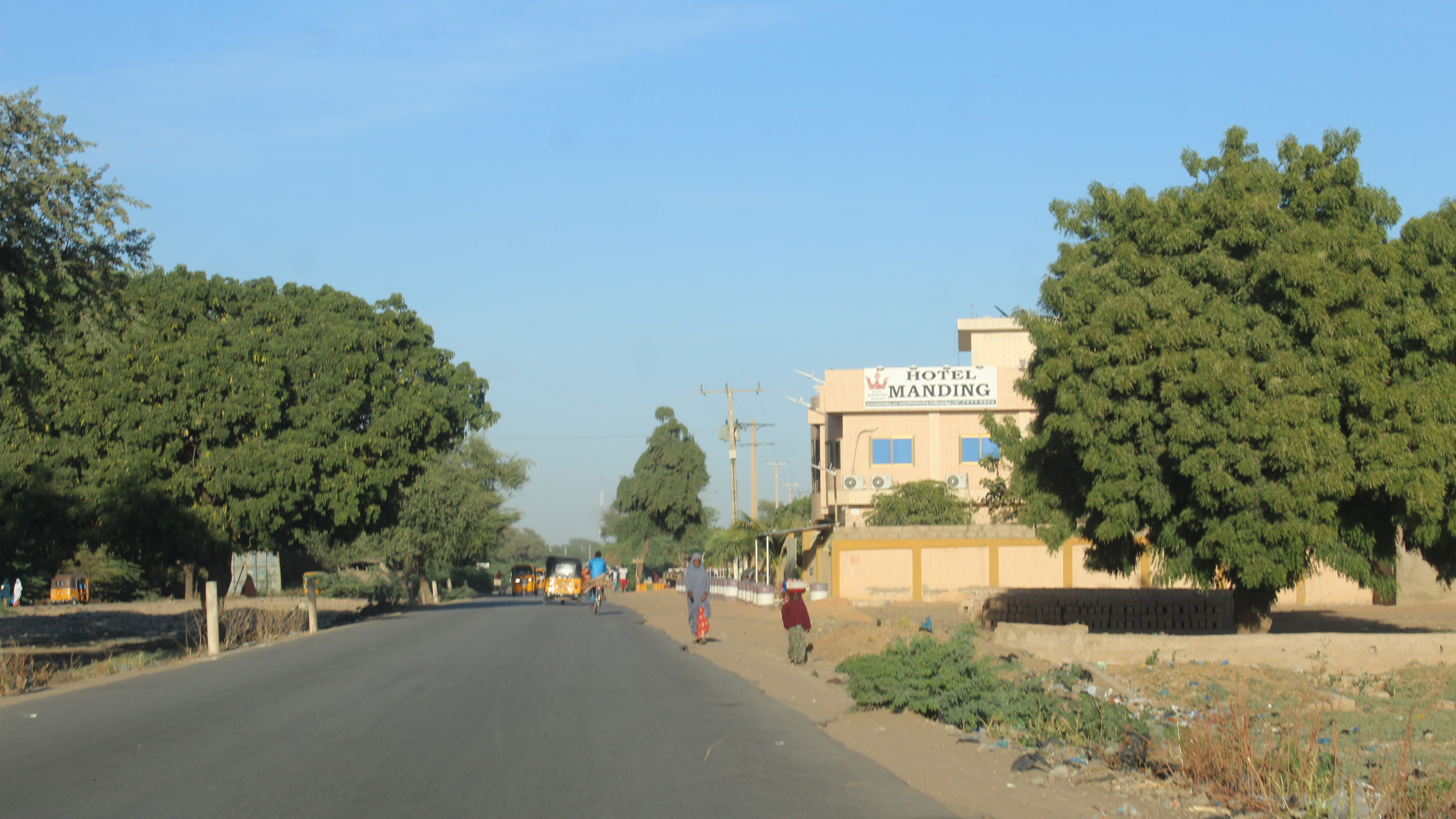
Nationalstraße 9 in Maradi (2024)

Durch Maradi verläuft die 1601,7 Kilometer lange Nationalstraße 1, die wichtigste Fernstraße Nigers. Im Stadtgebiet beginnen die 49,2 Kilometer lange Nationalstraße 9 und die 54,4 Kilometer lange Nationalstraße 18, die beide zur Staatsgrenze mit Nigeria führen.
Die Busunternehmen Aïr Transport, Maissagé, Rimbo Transport und SNTV unterhalten regelmäßige Fernverbindungen nach Niamey und Zinder. Übliche Destinationen von Buschtaxis und Minibussen sind Madarounfa, Gazaoua, Mayahi und Dakoro sowie Kano und Katsina in Nigeria. Innerhalb des Stadtgebiets von Maradi sind Autotaxis und kabou-kabou genannte Motorradtaxis verbreitet.
In der Stadt befindet sich ein ziviler Flughafen, der Flughafen Maradi (IATA-Code: MFQ, ICAO-Code: DRRM).

## Persönlichkeiten
- Ousmane Amadou (* 1970), Wirtschaftswissenschaftler und Politiker
- Ibrahim Baré Maïnassara (1949–1999), Offizier und Politiker, Staatspräsident
- Mariama Gamatié Bayard (* 1958), Politikerin und Frauenrechtlerin
- Hamsou Garba (1958–2022), Sängerin und Komponistin
- Georges Condat (1924–2012), Politiker und Diplomat
- Abdou Harouna (* 1968), Manager und Politiker
- Issaka Labo Bouché (* 1952), Offizier
- Kada Labo (1939–2007), Manager und Politiker
- Kassoum Mamane Moctar (* 1978), Politiker
- Mahamane Jean Padonou (1954–2020), Unternehmer und Politiker
- Mamane Oumarou (* 1945), Politiker und Diplomat, Bürgermeister von Maradi
- Ibrahim Yacouba (* 1971), Politiker, Gewerkschafter und Sportfunktionär